# 1993 في اليونان
فيما يلي قوائم الأحداث التي وقعت خلال عام 1993 في اليونان.

## سياسة

### تعيين في المنصب
- 13 أكتوبر – أندرياس باباندريو رئيس وزراء اليونان.
- 13 أكتوبر – كارولوس بابولياس وزير الخارجية [الإنجليزية]‏.

### انتهاء فترة المنصب
- 13 أكتوبر – أندرياس باباندريو Leader of the Official Opposition (Greece) [الإنجليزية]‏.
- 13 أكتوبر – درة باكويانيس Minister of Culture of Greece ‏.
- 13 أكتوبر – كونستانتين ميتسوتاكيس رئيس وزراء اليونان.

## مواليد

### فبراير
- 3 فبراير – سوكراتيس ديوديس لاعب كرة قدم يوناني.
- 9 فبراير – ديسبينا باباميتشايل لاعبة كرة مضرب يونانية.
- 12 فبراير – جيورجوس كاتيديس لاعب كرة قدم يوناني.

### أبريل
- 4 أبريل – فوتيوس زومبوس لاعب كرة سلة يوناني.

### يونيو
- 28 يونيو – أناستازيوس باكاسيتاس لاعب كرة قدم يوناني.

### سبتمبر
- 22 سبتمبر – جيانوليس لارنتزاكيس لاعب كرة سلة يوناني.

### نوفمبر
- 2 نوفمبر – ديميتريس كوربيليس لاعب كرة قدم يوناني.

### ديسمبر
- 2 ديسمبر – كوستاس ستافيليديس لاعب كرة قدم يوناني.

## وفيات

### يناير
- 30 يناير – ألكسندرا ملكة يوغوسلافيا (مواليد 1921)